# تینوس (شهرک)
تینوس (یونانی: Τήνος) شهرکی در شهر جزیره تونیس در کشور یونان است.
ای شهرک در سال ۲۰۰۱ میلادی ۵٬۲۰۳ نفر جمعیت داشته اشت.